# Formiguer d'Humaitá
El formiguer d'Humaitá (Myrmelastes humaythae) és una espècie d'ocell de la família dels tamnofílids (Thamnophilidae).
Habita el sotabosc de la selva pluvial i sabanes, especialment a prop de l'aigua de les terres baixes de l'oest de l'Amazònia del Brasil i nord de Bolívia.